# Frédéric de Saxe (archevêque)
Frédéric de Saxe, né en Saxe (Allemagne) et mort en 1004, est un cardinal allemand de l'Église catholique.

## Biographie
Frédéric est créé cardinal avant le 22 juin 1001 par Sylvestre II et est nommé légat en Allemagne en 1001. Il préside en 1001 un concile à Pöhlde en Basse-Saxe comme cardinalis presbiter sanctae Romanae aeclesiae pour résoudre le conflit entre l'archevêque Willigis de Mayence et l'évêque Bernward de Hildesheim sur la juridiction de l'abbaye de Gandersheim. En 1001 il est élu archevêque de Ravenne.